# リー郡区 (アイオワ州ブエナビスタ郡)
リー郡区は、アメリカ合衆国、アイオワ州、ブエナビスタ郡にある16の郡区の一つである。2000年の国勢調査で、人口は272人だった。

## 地理
リー郡区は、92.4平方キロメートル（35.68平方マイル)で、組み込まれている自治体(incorporated settlements)は存在しない。アメリカ地質調査所によると、この郡区はLone TreeとSaint Josephsの2つの霊園が含まれる。